# Борняки
Борняки (рос. Борняки) — присілок Гагарінського району Смоленської області Росії. Входить до складу Гагарінського сільського поселення.
Населення — 3 особи (2007 рік).